# Голицыно (Новобурасский район)
Голицыно — село в Новобурасском районе Саратовской области России. Входит в состав Тепловского муниципального образования.

## География
Село находится в северной части Саратовского Правобережья, в пределах Приволжской возвышенности, к югу от реки Грязнухи, на расстоянии примерно 11 километров (по прямой) к юго-востоку от посёлка городского типа Новые Бурасы. Абсолютная высота — 109 метров над уровнем моря.
Климат
Климат характеризуется как умеренно континентальный с холодной снежной зимой и жарким сухим летом. Среднегодовая температура воздуха — 3,4 — 4,4 °C. Средняя многолетняя температура самого холодного месяца (января) составляет −13,2 — −12,1 °С (абсолютный минимум — −43 °С), температура самого тёплого (июля) — 20,1 — 20,8 °С (абсолютный максимум — 40 °С). Безморозный период длится в течение 127—143 дней в году. Среднегодовое количество атмосферных осадков — 430—450 мм, из которых 282—300 мм выпадает в период с апреля по октябрь. Снежный покров держится в среднем 134 дня в году.
Часовой пояс
Село Голицыно, как и вся Саратовская область, находится в часовой зоне МСК+1. Смещение применяемого времени относительно UTC составляет +4:00.

## История
Документальная дата основания села Голицыно неизвестна. Предположительно его основателями были крепостные крестьяне кн. Голицыных, переселенные в Саратовский уезд в середине XVIII века.). В виду скудости источников, на которые можно опираться, при описании истории села можно использовать лишь документы Саратовской епархии, а именно метрические книги Николаевской церкви села Голицыно за период с 1801 по 1917 гг.   
Согласно документам, хранящимся в ГАСО (Ф. 637 Коллекция метрических книг церквей Саратовского у. и губернии), по состоянию на 1820–1848 гг. крепостные крестьяне, владельческого села Голицыно принадлежали помещице, графине Ирине Ивановне Воронцовой, урожденной Измайловой (1768–1848), затем, после её трагической смерти, сыну графу Ивану Илларионовичу Воронцову-Дашкову.

## Население
| 2002 | 2010 |
| ---- | ---- |
| 149  | ↘142 |

Половой состав
По данным Всероссийской переписи населения 2010 года в половой структуре населения мужчины составляли 48,6 %, женщины — соответственно 51,4 %.
Национальный состав
Согласно результатам переписи 2002 года, в национальной структуре населения русские составляли 93 % из 149 чел.